# Sevenoaks (distretto)
Sevenoaks è un distretto locale del Kent, Inghilterra, Regno Unito, con sede nella città omonima.
Il distretto fu creato con il Local Government Act 1972, il 1º aprile, 1974 dalla fusione del distretto urbano di Sevenoaks e i Distretto rurale di Sevenoaks e parte di quello di Dartford.

## Parrocchie e città
- Ash-cum-Ridley
- Brasted
- Chevening
- Chiddingstone
- Cowden
- Crockenhill
- Dunton Green
- Edenbridge
- Eynsford
- Farningham
- Fawkham
- Halstead
- Hartley
- Hever
- Horton Kirby and South Darenth
- Kemsing
- Knockholt
- Leigh
- Otford
- Penshurst
- Riverhead
- Seal
- Sevenoaks (città)
- Sevenoaks Weald
- Shoreham
- Sundridge with Ide Hill
- Swanley (città)
- Westerham
- West Kingsdown